# Thun-Saint-Amand
 Thun-Saint-Amand là một xã của tỉnh Nord, thuộc vùng Hauts-de-France, miền bắc nước Pháp.